# Dompaire
Dompaire là một xã, nằm ở tỉnh Vosges trong vùng Grand Est của Pháp. Xã này có diện tích 16,63 kilômét vuông, dân số năm 1999 là 919 người. Xã này nằm ở khu vực có độ cao trung bình 304 m trên mực nước biển.
Dân địa phương tiếng Pháp gọi là Dompairois.

## Biến động dân số
| 1962                                         | 1968 | 1975 | 1982 | 1990 | 1999 | 2004 |
| -------------------------------------------- | ---- | ---- | ---- | ---- | ---- | ---- |
| 798                                          | 886  | 906  | 881  | 907  | 919  | 967  |
| Số liệu từ năm 1962: Dân số không tính trùng |      |      |      |      |      |      |